# Aulonocnemis alluaudi
Aulonocnemis alluaudi är en skalbaggsart som beskrevs av Yves Cambefort 1987. Aulonocnemis alluaudi ingår i släktet Aulonocnemis och familjen Aulonocnemidae. Inga underarter finns listade.